# Bambari
Bambari – miasto w środkowej części Republiki Środkowoafrykańskiej, ośrodek administracyjny prefektury Ouaka, nad rzeką Ouaka (dopływ Ubangi). Około 41,3 tys. mieszkańców (2003).
W miejscowości znajduje się port lotniczy.
18 grudnia 1965 w mieście powstała katolicka diecezja.